# Полет 181 на „ЕджиптЕър“
Полет 181 на „ЕджиптЕър“ е редовен вътрешен пътнически полет от летище „Борг Ел Араб“, Александрия, до международното летище „Кайро“, Кайро, Египет, управляван от „ЕджиптЕър“. На 29 март 2016 г. самолетът „Еърбъс А320-232“, който изпълнява полета, е отвлечен от египтянин, който твърди, че носи колан с експлозиви, и принуждава екипажа да промени курса към международното летище „Ларнака“, Ларнака, Република Кипър. Повечето пътници и екипаж са освободени от похитителя малко след кацането, а той се предава около седем часа по-късно, след което всички останали напускат машината невредими. По-късно е разкрито, че коланът съдържа мобилни телефони, а не експлозиви.
Кипърските държавни медии съобщават, че исканията на похитителя включват освобождаването на жени затворнички в Египет, и според египетски служители той иска да говори с представители на Европейския съюз. По-късно похитителят на име Сейф Елдин Мустафа е екстрадиран в Египет и осъден на доживотен затвор.